# ريك فان درونغيلين
ريك فان درونغيلين (بالهولندية: Rick van Drongelen) (20 ديسمبر 1998 بتيرنوزن في هولندا - ) هو لاعب كرة قدم هولندي في مركز الدفاع. شارك مع منتخب هولندا تحت 17 سنة لكرة القدم ومنتخب هولندا تحت 19 سنة لكرة القدم. أما مع النوادي، فقد لعب مع سبارتا روتردام.

## روابط خارجية
- ريك فان درونغيلين على موقع اتحاد تركيا (لاعب) (الإنجليزية)
- ريك فان درونغيلين على موقع قاعدة بيانات كرة القدم.إي يو (الإنجليزية)
- ريك فان درونغيلين على موقع Soccerway.com (الإنجليزية)
- ريك فان درونغيلين على موقع عالم كرة القدم.نت (الإنجليزية)